# Wartberg (Gemeinden Lasberg, St. Oswald)
Wartberg  ist ein Ort im Mühlviertel in Oberösterreich, und
Ortschaft der Gemeinde Sankt Oswald bei Freistadt, sowie eine Katastralgemeinde von Lasberg, beide im Bezirk Freistadt.

## Geographie
Wartberg liegt etwa 5½ Kilometer östlich von Freistadt im Talungsraum der Feldaist, direkt südwestlich von St. Oswald, mit dem es heute schon weitgehend verwachsen ist, an der L1417 Schacherbergstraße (Lasberg – St. Oswald), auf 600 m ü. A. Höhe. Der Ort liegt an der Feistritz, einem Nebenbach der Feldaist von St. Oswald über Lasberg.
Zur Lasberger Katastralgemeinde, die sich südlich an die St.-Oswalder Ortschaft anschließt, gehören entlang der Feistritz die Ortschaften Pilgersdorf und Punkenhof, sowie gegen Südosten Grensberg, Witzelsberg und Paben bis in das Tal der Flanitz.
Der Raum gehört in der Feistritz-Talung (Wartberg, Pilgersdorf, Punkenhof) zur Raumeinheit des Zentralmühlviertler Hochlands, der Südosten zum Aist-Naarn-Kuppenland, und kulminiert im Braunberg (912 m ü. A., Gipfel knapp außerhalb der KG).
Nachbarortschaften und -orte des Orts Wartberg
| Mayrhöfen (Ortsch., Gem. St. Oswald) | Kastlhöfen (Ortsch. Mayrhöfen)              | Sankt Oswald bei Freistadt (Ortsch., Gem.) |
| Kronau (Ortsch., Gem. Lasberg)       | Kompassrose, die auf Nachbargemeinden zeigt |                                            |
|                                      | Pilgersdorf (Ortsch., Gem. Lasberg)         | Oberreitern (Ortsch., Gem. St. Oswald)     |

Nachbarkatastralgemeinden der KG Wartberg
|                | Sankt Oswald bei Freistadt (Gem.)           | March (Gem. St. Oswald)   |
|                | Kompassrose, die auf Nachbargemeinden zeigt |                           |
| Lasberg (Gem.) |                                             | Erdmannsdorf (Gem. Gutau) |

## Geschichte

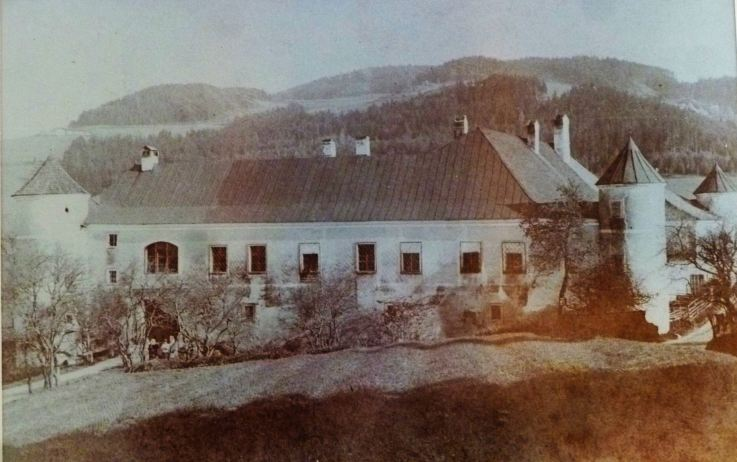
Schloss Wartberg nach einem Foto von 1920

Die Flüsse des Raumes mit ihren -itz-Namen zeigen die slawische Besiedelung des Mittelalters, die durchwegs deutschstämmigen Orte die Wiederbesiedelung des Hochmittelalters.
Das Schloss Wartberg war Stammsitz des Adelsgeschlechts der Wartpercher, das seit 1170 beurkundet ist. 1520 baute ein Hanns Rüdiger Artstetter die erworbene Burg zu einem Schloss um, zu dieser Zeit war die Herrschaft ein liechtenstinsches Lehen mit einem Meierhof zur Eigenwirtschaft. 1602 verkauften die Artstetter das „Gschloß Wartperg“ an die Zelkinger zu Weinberg, die es nicht mehr bewohnten, es diente nur noch als Meierhof bzw. als Spital. 1629/1634, während der Gegenreformation, mussten die protestantischen Zelkinger den Schlossmeierhof an die katholischen Thürheimer verkaufen. 1752 vererbten diese es einem Franz M. Ruezinger. Schloss und Meierei verfielen im Laufe des früheren 20. Jahrhunderts und sind heute nur in Resten erhalten.
Im Oberösterreichischen Bauernkrieg, während des Dreißigjährigen Kriegs, war hier im Schloss eine Pulverproduktion. Von 1636, zur Zeit des 2. Patents zur Gegenreformation, ist bekannt, dass zwar 16 Kommunikanten gemeldet waren, 6 Einwohner aber die beichte verweigerten.
In den 1820ern hatte der Ort 16 Häuser, 36 Wohnparteien und 158 Einwohner, und gehörte zum Pfarrbezirk St. Oswald im Distrikt (Kommissariat) Weinberg.
1850, mit der Aufhebung der Grundherrschaft nach der Revolution 1848/49 wurde eine Ortsgemeinde errichtet, aber schon 1874 auf die beiden Gemeinden St. Oswald und Lasberg aufgeteilt.
|         | Krld. Österr. o.d.E. (Ktm. Österr./Österr.-Ugrn.) | Krld. Österr. o.d.E. (Ktm. Österr./Österr.-Ugrn.) | Krld. Österr. o.d.E. (Ktm. Österr./Österr.-Ugrn.) | Bld. Oberösterreich (Rep. Österr.) | Bld. Oberösterreich (Rep. Österr.) | Bld. Oberösterreich (Rep. Österr.) | Bld. Oberösterreich (Rep. Österr.) | Bld. Oberösterreich (Rep. Österr.) | Bld. Oberösterreich (Rep. Österr.) |
| Ortsch. | 1788                                              | 1825                                              | 1869                                              | 1951                               | 1961                               | 1971                               | 1981                               | 1991                               | 2001                               |
| Ortsch. | −                                                 | 158                                               | 172                                               | 111                                | 102                                | 102                                | 112                                | 95                                 | 148                                |
| Ortsch. | 16                                                | 16                                                | 16                                                | 17                                 | 17                                 | 17                                 | 20                                 | 21                                 | 36                                 |